# Sundasciurus moellendorffi
Sundasciurus moellendorffi е вид бозайник от семейство Катерицови (Sciuridae). Видът е почти застрашен от изчезване.

## Разпространение
Разпространен е във Филипини.